# Colestipol
Colestipol (tên thương mại Colestid, Cholestabyl) là một chất cô lập axit mật được sử dụng để làm giảm cholesterol trong máu, đặc biệt là lipoprotein mật độ thấp (LDL). Nó cũng được sử dụng để giảm thể tích và tần số phân, và trong điều trị tiêu chảy mạn tính.
Giống như cholestyramine, colestipol hoạt động trong ruột bằng cách bẫy các axit mật và ngăn không cho chúng được tái hấp thu. Điều này dẫn đến giảm tuần hoàn ruột mật của axit mật, tăng tổng hợp axit mật mới của gan từ cholesterol, giảm cholesterol trong gan, tăng biểu hiện thụ thể LDL và giảm LDL trong máu.

## Tác dụng phụ
Các tác dụng phụ đáng chú ý sau đây có thể xảy ra:
- rối loạn đường tiêu hóa, đặc biệt là táo bón (nhẹ, đôi khi nghiêm trọng)
- đôi khi tăng VLDL [cần dẫn nguồn]   và tổng hợp triglyceride

## Tương tác
Colestipol có thể liên kết với một số loại thuốc và chất dinh dưỡng trong ruột và ức chế hoặc trì hoãn sự hấp thụ của chúng. Các chất này bao gồm:
- thuốc lợi tiểu thiazide, furosemide
- đá quý
- benzylpenicillin, tetracycline
- digoxin
- vitamin tan trong lipid (A, D, E, K)

## Chống chỉ định
Colestipol chống chỉ định trong tăng triglyceride máu (mức độ chất béo trung tính cao trong máu).  

## Hóa học
Colestipol là một copolymer của diethylenetriamine (DETA) -Hoặc tetraethylenepentamine theo một số nguồn tin  - và epichlorohydrin. Bản vẽ cấu trúc (trên cùng bên phải) cho thấy các nửa DETA có màu xanh lam và các epichlorohydrin màu đỏ. 
|  | </br> |